# Liste der Teilnehmer der Bremer Schaffermahlzeit

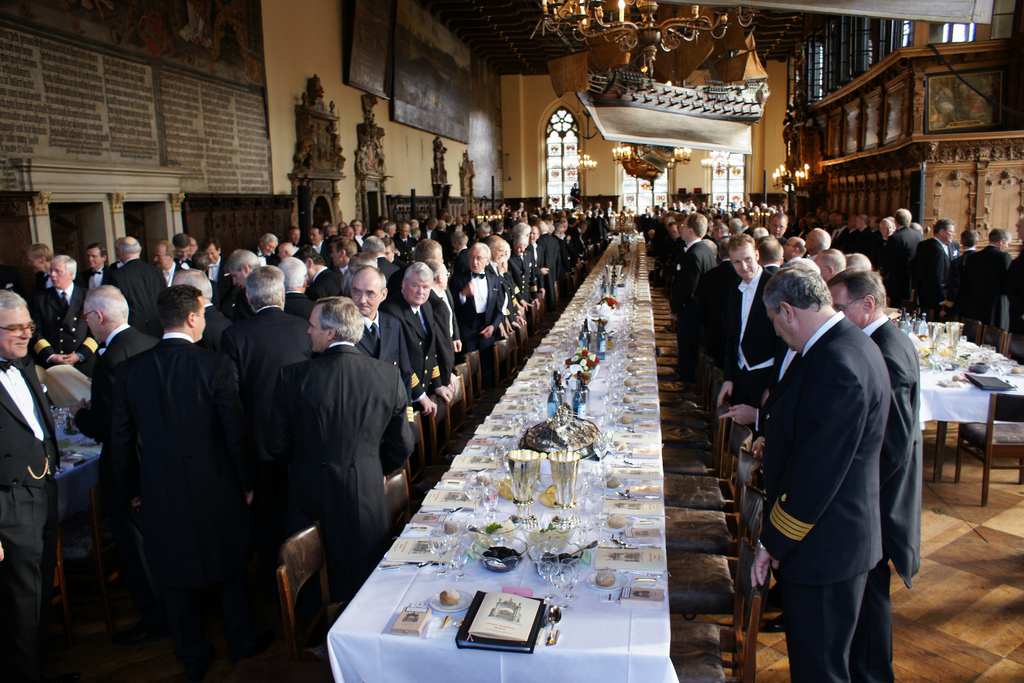
Teilnehmer der 465. Schaffermahlzeit 2009 (kurz vor Beginn des Festessens).

Die Liste enthält Teilnehmer der traditionellen Schaffermahlzeit in Bremen, die von der Stiftung Haus Seefahrt ausgerichtet wird.

## Teilnehmende Mitglieder von Haus Seefahrt
Bei den teilnehmenden Mitgliedern von Haus Seefahrt werden kaufmännische Mitglieder (Schaffer bzw. Schaffer der Kaufmannschaft) und seemännische Mitglieder (Kapitäne und nautische Spitzenkräfte; Kapitänsschaffer bzw. Schaffer der Schifferschaft) unterschieden. Namentliche Angaben hierzu können entsprechenden Auflistungen der Kaufmännischen Mitglieder und der Seemännischen Mitglieder entnommen werden, die jeweils per Weblink zum Internetauftritt von Haus Seefahrt zugänglich sind.
→ Siehe Kaufmännische bzw. seemännische Mitglieder (seit 1952 bzw. später gemäß jeweils aktuellem Stand)

## Auswärtige Gäste

### Überblick
Seit 1870 werden auch Nichtmitglieder als auswärtige Gäste eingeladen, wobei es sich um – bis Ende der 2010er Jahre nahezu ausnahmslos männliche – Persönlichkeiten aus Wirtschaft, Politik, Verwaltung, Wissenschaft, Kirche und Kultur handelt.
Zu den auswärtigen Gästen gehört jeweils ein Ehrengast, wobei es sich meistens um führende Repräsentanten staatlicher Organe sowie um sonst besonders bekannte Persönlichkeiten handelt. Im Anschluss folgt eine namentliche Liste von Ehrengästen. Diese Liste ist chronologisch aufgebaut und beinhaltet eine chronologische und teils auch namentliche Auswahl.
→ Siehe auch Ehrengäste seit 1952

### Ehrengäste
| Seit 1876 - 1876: Albrecht von Preußen, Regent des Herzogtums Braunschweig - Heinrich von Preußen, Großadmiral - Hermann Allmers, Schriftsteller - Friedrich Krupp, Industrieller - Werner von Siemens, Erfinder und Industrieller - Heinrich von Stephan, Generalpostdirektor und preußischer Staatsminister - Alfred von Tirpitz, Großadmiral - Klaus Groth, niederdeutscher Lyriker und Schriftsteller - 1912: Ferdinand Graf von Zeppelin, General und Luftschiffkonstrukteur Zur Zeit des Nationalsozialismus - 1936: Heinrich Himmler, Reichsführer SS - 1936: Hjalmar Schacht, Reichswirtschaftsminister - 1937: Konteradmiral Canaris, Leiter der Spionageabwehr - 1939: Roland Freisler, Staatssekretär im Reichsjustizministerium - 1939: Johann Ludwig Graf Schwerin von Krosigk, Reichsfinanzminister Seit 1952 - 1952: Theodor Heuss, Bundespräsident - 1953: Ludwig Erhard, Bundeswirtschaftsminister - 1954: Konrad Adenauer, Bundeskanzler - 1955: Theodor Heuss, Bundespräsident - 1956: Hans-Christoph Seebohm, Bundesminister für Verkehr - 1957: Heinrich von Brentano, Bundesminister des Auswärtigen - 1958: Franz Etzel, Bundesminister der Finanzen - 1959: Siegfried Balke, Bundesminister für Atomenergie und Wasserwirtschaft Seit 1960 - 1960: Heinrich Lübke, Bundespräsident - 1961: Eugen Gerstenmaier, Präsident des Deutschen Bundestages - 1962: Carlo Schmid, Vizepräsident des Bundestages - 1962: Martin Heidegger, Philosoph - 1963: Gerhard Schröder, Bundesminister des Auswärtigen - 1964: Walter Scheel, Bundesminister für wirtschaftliche Zusammenarbeit - 1965: Ewald Bucher, Bundesminister für Justiz - 1966: Paul Lücke, Bundesminister des Innern - 1967: Herbert Wehner, Bundesminister für gesamtdeutsche Fragen - 1968: Georg Leber, Bundesminister für Verkehr - 1969: Ernst Benda, Bundesminister des Innern Seit 1970 - 1970: Gustav Heinemann, Bundespräsident - 1971: Hans Leussink, Bundesminister für Bildung und Wissenschaft - 1972: Hans-Jochen Vogel, Oberbürgermeister von München - 1973: Martin J. Hillenbrand, Botschafter der USA - 1974: Hans Friderichs, Bundesminister für Wirtschaft - 1975: Walter Scheel, Bundespräsident - 1976: Josef Ertl, Bundeslandwirtschaftsminister - 1977: Klaus Mehnert, Professor für Politische Wissenschaft, - 1978: Gaston Thorn, Ministerpräsident von Luxemburg - 1979: Ernst Albrecht, Ministerpräsident von Niedersachsen | Seit 1980 - 1980: Karl Carstens, Bundespräsident - 1981: Otto Graf Lambsdorff, Bundesminister für Wirtschaft - 1982: Karl Otto Pöhl, Präsident der Deutschen Bundesbank - 1983: Otto Esser, Präsident der Bundesvereinigung der Deutschen Arbeitgeberverbände - 1984: Helmut Kohl, Bundeskanzler - 1985: Alexandre Hay, Präsident des Internationalen Komitees vom Roten Kreuz - 1986: Lothar Späth, Ministerpräsident von Baden-Württemberg - 1987: Richard von Weizsäcker, Bundespräsident - 1988: Jürgen Warnke, Bundesminister für Verkehr - 1989: Hans-Dietrich Genscher, Bundesminister des Auswärtigen Seit 1990 - 1990: Jean-Pascal Delamuraz, Schweizer Bundesrat - 1991: Rudolf Seiters, Bundesminister des Bundeskanzleramtes - 1992: Eberhard Diepgen, Regierender Bürgermeister von Berlin - 1993: Martin Bangemann, EU-Kommissar, Vizepräsident der Europäischen Kommission - 1994: Theo Waigel, Bundesminister der Finanzen - 1995: Hans Tietmeyer, Präsident der Deutschen Bundesbank - 1996: Günter Rexrodt, Bundesminister für Wirtschaft - 1997: Jacques Santer, Präsident der Europäischen Kommission - 1998: John Kornblum, Botschafter der USA - 1999: Roman Herzog, Bundespräsident Seit 2000 - 2000: Lennart Meri, Staatspräsident der Republik Estland - 2001: Edmund Stoiber, Ministerpräsident von Bayern - 2002: Sigmar Gabriel, Ministerpräsident von Niedersachsen - 2003: Claude Martin, französischer Botschafter - 2004: Johannes Rau, Bundespräsident - 2005: Georg Milbradt, Ministerpräsident von Sachsen - 2006: Günter Verheugen, stellvertretender Präsident der Europäischen Kommission - 2007: Angela Merkel, Bundeskanzlerin - 2008: Wolfgang Schneiderhan, General - 2009: Horst Köhler, Bundespräsident Seit 2010 - 2010: Christian Wulff, Ministerpräsident von Niedersachsen - 2011: Jean-Claude Trichet, Präsident der Europäischen Zentralbank - 2012: Norbert Lammert, Präsident des Deutschen Bundestages - 2013: Stanislaw Tillich, Ministerpräsident des Freistaates Sachsen - 2014: Jens Weidmann, Präsident der Bundesbank - 2015: Ursula von der Leyen, Bundesministerin der Verteidigung - 2016: Frank-Walter Steinmeier, Bundesaußenminister - 2017: Alexander Dobrindt, Bundesminister für Verkehr und digitale Infrastruktur - 2018: Olaf Scholz, Erster Bürgermeister von Hamburg - 2019: Michael Kretschmer, Ministerpräsident des Freistaates Sachsen Seit 2020 - 2020: Peter Altmaier, Bundesminister für Wirtschaft und Energie |